# Campeonato Europeu de Ginástica Artística de 2006
O Campeonato Europeu de Ginástica Artística de 2006 teve suas competiçoões femininas realizadas em conjunto com as masculinas, na cidade de Vólos, na Grécia.

## Eventos
- Individual geral masculino
- Equipes masculino
- Solo masculino
- Barra fixa
- Barras paralelas
- Cavalo com alças
- Argolas
- Salto sobre a mesa masculino
- Individual geral feminino
- Equipes feminino
- Trave
- Solo feminino
- Barras assimétricas
- Salto sobre a mesa feminino

## Medalhistas
| Evento                       | Ouro                    | Prata                   | Bronze                                  |
| Masculino                    |                         |                         |                                         |
| Equipes detalhes             | RUS                     | ROU                     | BLR                                     |
| Solo detalhes                | RUS Anton Golotsutskov  | ROU Marian Dragulescu   | CZE Martin Konecny                      |
| Cavalo com alças detalhes    | ROU Flavius Koczi       | GER Eugen Spiridonov    | UKR Olexander Suprun                    |
| Argolas detalhes             | RUS Alexander Safoshkin | BUL Jordan Jovtchev     | ITA Andrea Coppolino                    |
| Salto sobre a mesa detalhes  | ROU Marian Dragulescu   | ROU Alin Jivan          | FRA Raphael Wignanitz                   |
| Barras paralelas detalhes    | SLO Mitja Petkovšek     | FRA Yann Cucherat       | BLR Ivan Ivankov                        |
| Barra fixa detalhes          | GRE Vlasios Maras       | RUS Sergei Khorokhordin | CHE Christoph Schaerer                  |
| Feminino                     |                         |                         |                                         |
| Equipes detalhes             | ITA                     | ROU                     | RUS                                     |
| Salto sobre a mesa detalhes  | RUS Anna Grudko         | UKR Olga Sherbatykh     | GER Katja Abel                          |
| Barras assimétricas detalhes | GBR Beth Tweddle        | CZE Jana Sikulova       | ESP Lenika de Simone                    |
| Trave detalhes               | ROU Catalina Ponor      | ESP Lenika de Simone    | ROU Sandra Izbasa UKR Marina Proskurina |
| Solo detalhes                | ROU Sandra Izbasa       | ITA Vanessa Ferrari     | ROU Catalina Ponor                      |

## Quadro de medalhas
| Ordem | País         | Medalha de ouro | Medalha de prata | Medalha de bronze |    |
| ----- | ------------ | --------------- | ---------------- | ----------------- | -- |
| 1     | Roménia      | 4               | 4                | 2                 | 10 |
| 2     | Rússia       | 4               | 1                | 1                 | 6  |
| 3     | Itália       | 1               | 1                | 1                 | 3  |
| 4     | Eslovénia    | 1               |                  |                   | 1  |
| 4     | Grécia       | 1               |                  |                   | 1  |
| 4     | Grã-Bretanha | 1               |                  |                   | 1  |
| 7     | Ucrânia      |                 | 1                | 2                 | 3  |
| 8     | Alemanha     |                 | 1                | 1                 | 2  |
| 8     | França       |                 | 1                | 1                 | 2  |
| 8     | Espanha      |                 | 1                | 1                 | 2  |
| 8     | Chéquia      |                 | 1                | 1                 | 2  |
| 12    | Bulgária     |                 | 1                |                   | 1  |
| 13    | Bielorrússia |                 |                  | 2                 | 2  |
| 14    | Suíça        |                 |                  | 1                 | 1  |
| TOTAL | TOTAL        | 12              | 11               | 13                | 36 |